# Кларк Хил (Индијана)
Кларк Хил (енгл. Clarks Hill) град је у америчкој савезној држави Индијана.

## Демографија
По попису из 2010. године број становника је 611, што је 69 (-10,1%) становника мање него 2000. године.
| Група             | 2000.       | 2010.       |
| Белци             | 665 (97,8%) | 591 (96,7%) |
| Афроамериканци    | 1 (0,1%)    | 1 (0,2%)    |
| Азијати           | 1 (0,1%)    | 0 (0,0%)    |
| Хиспаноамериканци | 7 (1,0%)    | 7 (1,1%)    |
| Укупно            | 680         | 611         |